# Kiefernkultur-Gespinstblattwespe

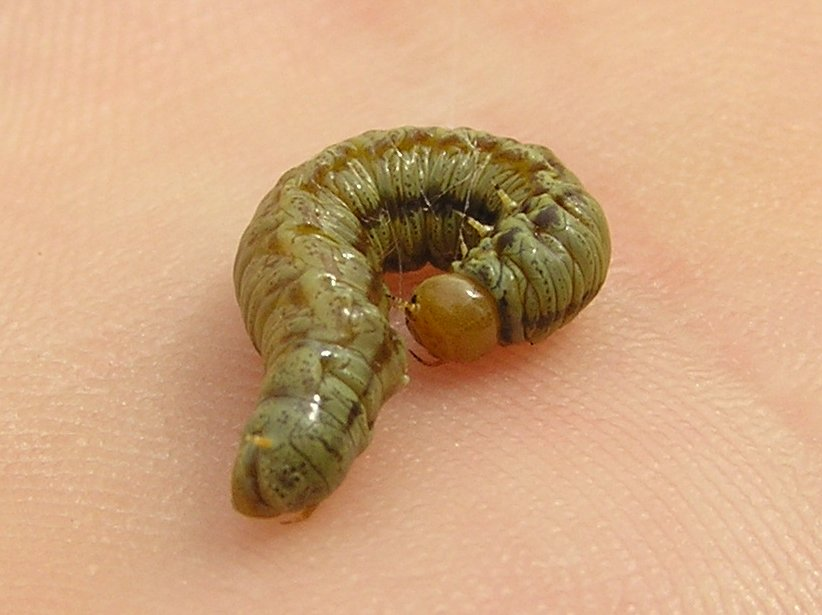
Larve

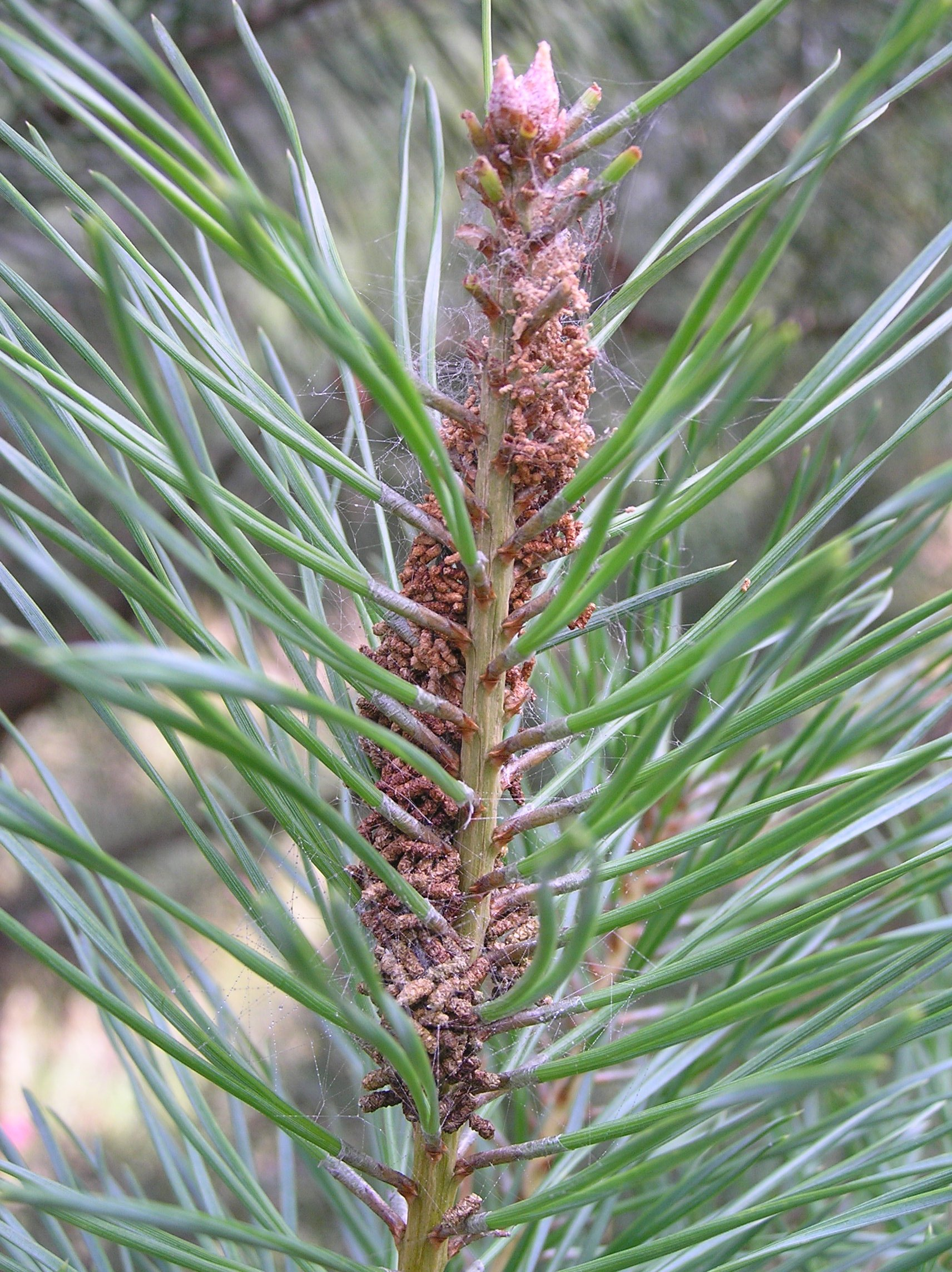
Larven mit Gespinst

Die Kiefernkultur-Gespinstblattwespe (Acantholyda hieroglyphica) ist eine Pflanzenwespe aus der Familie der Gespinstblattwespen (Pamphiliidae). 

## Merkmale
Die Tiere werden 12 bis 17 Millimeter lang. Kopf und Thorax sind schwarz gefärbt und tragen eine wenig auffallend gelbe Zeichnung. Der Hinterleib ist am ersten Segment sowie am Ende schwarz gefärbt, ansonsten von rotgelber Farbe. Auf dem zweiten Segment befindet sich ein kleines, schwarzes Dreieck. Die Flügel sind gelblich gefärbt haben eine Spannweite von 22 bis 30 Millimetern. 

## Vorkommen
Die Kiefernkultur-Gespinstblattwespe kommt häufig in Mittel- und Nordeuropa von Lappland bis zu den Alpen vor. Die Tiere leben an Waldrändern und in jungen Kiefernwäldern. Sie fliegen im Juni und Juli.

## Lebensweise
Bevorzugte Fresspflanzen sind junge Waldkiefern (Pinus sylvestris), weswegen die Art zu den Forstschädlingen gezählt wird. Im Vergleich zur ähnlichen Gemeinen Fichtengespinstblattwespe (Cephalcia abietis) richtet sie jedoch wesentlich geringere Schäden an.

## Entwicklung
Die Weibchen legen ihre spindelförmigen Eier einzeln in die Spitzen junger Kieferntriebe. Besiedelt wird vor allem der Haupttrieb. Die grünlich gefärbten Larven umspinnen am obersten Knospenquirl des Triebes die zartfrischen Nadeln und beginnen dort mit dem Fraß. Mit zunehmendem Alter wandern die Larven auf der Suche nach neuer Nahrung allmählich den Trieb hinab, wobei sich die Gespinströhre vergrößert. Das Gespinst ist mit vielen Kotteilchen bedeckt. Wenn die Larven im Laufe des Augusts voll ausgewachsen sind und sich auf den Boden zurückziehen, haben diese Gespinströhren in der Regel eine Länge von sechs bis acht Zentimetern erreicht. Die Larven verbleiben im Boden und verpuppen sich im darauffolgenden Frühjahr. 